# Liste der Bodendenkmale in Eydelstedt
In der Liste der Bodendenkmale in Eydelstedt sind die Bodendenkmale der niedersächsischen Gemeinde Eydelstedt aufgeführt. Die Quelle ist der Denkmalatlas Niedersachsen.
- Bitte beachten Sie, dass diese Liste keinen Anspruch auf Vollständigkeit erhebt.
- Die Angaben ersetzen nicht die rechtsverbindliche Auskunft der zuständigen Denkmalschutzbehörde.
- Es sind nur Daten aus dem Denkmalatlas verarbeitet.
- Der Stand der Liste ist der 1. Juni 2025.

Eydelstedt im Landkreis Diepholz

## Allgemein
In den Spalten finden sich folgende Informationen des Bodendenkmales:
| Lage         | geographische Koordinaten                                                           |
| Bezeichnung  | Bezeichnung lt. Denkmalatlas                                                        |
| Beschreibung | Beschreibung lt. Denkmalatlas                                                       |
| ID           | Objekt-ID                                                                           |
| Bild         | Bild, ggf. zusätzlich mit Link zu weiteren Fotos im Medienarchiv Wikimedia Commons. |

## Dörpel
| Lage                        | Bezeichnung          | Beschreibung | ID       | Bild |
| --------------------------- | -------------------- | --- | -------- | ---- |
| 52° 41′ 51″ N, 8° 37′ 18″ O | Dörpel 9, Grabhügel  | Größe ca. 24 × 25 m und Höhe ca. 1,3 – 1,5 m. Leicht oval. Oberfläche stark gemuldet. | 35601307 | BW   |
| 52° 40′ 6″ N, 8° 37′ 34″ O  | Dörpel 18, Grabhügel | Durchmesser ca. 22 m und Höhe ca. 0,8 m. Von N nach S Fahrspur über die Kuppe, sowie einige Pflugspuren. | 35601479 | BW   |
| 52° 41′ 47″ N, 8° 37′ 19″ O | Dörpel 28, Immenzaun | Von der u-förmigen Wallanlage haben sich die südlichen zwei Drittel erhalten. Basisbreite von 4,2 – 7 m bei einer Höhe von 0,7 – 1 m. Graben ist 3 – 5 m breit bei einer Tiefe von 0,2 – 0,3 m. Anlage gut erhalten und weist zwei Öffnungen auf. Die Kurhannoversche und die Preußische Landesaufnahme zeigen beide einen quadratischen Wall. | 38185520 | BW   |
| 52° 41′ 51″ N, 8° 37′ 19″ O | Dörpel 29, Grabhügel | Durchmesser ca. 17 m und Höhe ca. 1,3 m. Wenige Mulden. | 39323114 | BW   |

## Düste
| Lage                        | Bezeichnung         | Beschreibung | ID       | Bild |
| --------------------------- | ------------------- | --- | -------- | ---- |
| 52° 39′ 37″ N, 8° 31′ 24″ O | Düste 3, Grabhügel  | Durchmesser ca. 17 m und Höhe ca. 0,8 m. Von Norden her massiv angegraben. | 35597806 | BW   |
| 52° 40′ 6″ N, 8° 30′ 16″ O  | Düste 13, Grabhügel | Größe ca. 19 × 15 m und Höhe ca. 0,8 m. | 35597994 | BW   |
| 52° 40′ 13″ N, 8° 30′ 44″ O | Düste 20, Grabhügel | Durchmesser ca. 9 m und Höhe ca. 0,8 m. Der südöstliche Fuß von Düne und Hügel durch Materialgrube abgetragen. | 39378035 | BW   |
| 52° 39′ 39″ N, 8° 31′ 24″ O | Düste 28, Grabhügel | Durchmesser ca. 15 m und Höhe ca. 0,3 m. Im Gelände nur noch schwer zu erkennen. | 39367514 | BW   |
| 52° 40′ 13″ N, 8° 30′ 41″ O | Düste 56, Grabhügel | Durchmesser ca. 12 m und Höhe ca. 0,6 m. | 35598721 | BW   |
| 52° 39′ 44″ N, 8° 30′ 8″ O  | Düste 71, Grabhügel | Durchmesser ca. 20 m und Höhe ca. 1 m. Kopfloch (Dm. 5 m, tief 0,4 m). | 39309510 | BW   |
| 52° 39′ 27″ N, 8° 30′ 1″ O  | Düste 87, Grabhügel | Der sogenannte Heerweg lässt sich an mehreren Stellen zwischen Barnstorf im Norden und Wagenfeld im Süden als süd-nord-verlaufende Altstraße im Gelände erkennen. Aufgrund der teilweise recht guten Erhaltung der Wegespuren sind sie ins Mittelalter und die Frühneuzeit zu datieren. Eine neuzeitlich bis moderne Nachfolgestraße des Heerweges gibt es in diesem Bereich überraschenderweise nicht. | 49641269 | BW   |

## Eydelstedt
| Lage                        | Bezeichnung               | Beschreibung | ID       | Bild |
| --------------------------- | ------------------------- | --- | -------- | ---- |
| 52° 42′ 29″ N, 8° 31′ 40″ O | Eydelstedt 28, Grabhügel  | Größe ca. 18 × 12 m und Höhe ca. 0,8 m. Oval. Kuppe stark verflacht bzw. einplaniert, im Zentrum eine flache Eingrabung. Datiert in die Bronzezeit/Ältere Eisenzeit. | 35599276 | BW   |
| 52° 42′ 28″ N, 8° 31′ 37″ O | Eydelstedt 29, Grabhügel  | Durchmesser ca. 17 m und Höhe ca. 0,8 m. Datiert in Bronzezeit/Ältere Eisenzeit. | 35599293 | BW   |
| 52° 42′ 27″ N, 8° 31′ 36″ O | Eydelstedt 36, Grabhügel  | Durchmesser ca. 9 m und Höhe ca. 0,2 m. Nur schwer mit bloßem Auge erkennbar. | 35599431 | BW   |
| 52° 42′ 30″ N, 8° 31′ 38″ O | Eydelstedt 49, Landwehr   | Mit Unterbrechungen 473 m lang und verläuft von SW nach NO. Besteht aus drei modern voneinander getrennten Abschnitten. Der Wall ist an der Basis 5 – 6 m breit und bis zu 0,5 m hoch, ein stark verflachter Graben vorgelagert. Im nördlichen Abschnitt kaum mehr 0,1 m hoch, dafür ist der Graben bis zu 5 m breit und 0,2 m tief, nur ganz im Norden wieder eine Basisbreite von 5 m bei einer Höhe von 0,5 m. Graben allerdings nur noch schwach oder gar nicht mehr erhalten. | 35599658 | BW   |
| 52° 41′ 42″ N, 8° 33′ 57″ O | Eydelstedt 75, Wegespuren | Bis zu 12 stark ausgeprägte Wegespuren, die beidseitig parallel zur heutigen Ortsverbindungsstraße verlaufen, aber nur über 230 m Länge erhalten sind, das Wegebündel wird bis zu 155 m breit. Eine gleichfalls stark ausgeprägte Wegespur kreuzt von NW nach SO die übrigen, so dass zwei Kreuzungen entstehen. Die Spuren sind 8 – 10 m breit bei einer Tiefe von 0,7 – 1 m. Einige weisen sekundäre Zuschüttungen auf.                                                          | 39309049 | BW   |

## Wohlstreck
| Lage                        | Bezeichnung               | Beschreibung | ID       | Bild |
| --------------------------- | ------------------------- | --- | -------- | ---- |
| 52° 43′ 0″ N, 8° 35′ 25″ O  | Wohlstreck 2, Grabhügel   | Durchmesser ca. 10 m und Höhe ca. 0,3 m. Zu zwei Dritteln abgetragen. | 35599987 | BW   |
| 52° 43′ 1″ N, 8° 35′ 24″ O  | Wohlstreck 3, Grabhügel   | Durchmesser ca. 9 m und Höhe ca. 0,5 m. | 35599997 | BW   |
| 52° 43′ 1″ N, 8° 35′ 24″ O  | Wohlstreck 4, Grabhügel   | Durchmesser ca. 10 m und Höhe ca. 0,6 m. | 35600007 | BW   |
| 52° 43′ 1″ N, 8° 35′ 25″ O  | Wohlstreck 5, Grabhügel   | Durchmesser ca. 15 m und Höhe ca. 0,9 m. | 35600018 | BW   |
| 52° 43′ 2″ N, 8° 35′ 24″ O  | Wohlstreck 6, Grabhügel   | Durchmesser ca. 16 m und Höhe ca. 0,9 m. | 35589837 | BW   |
| 52° 43′ 1″ N, 8° 35′ 26″ O  | Wohlstreck 7, Grabhügel   | Durchmesser ca. 10 m und Höhe ca. 0,5 m. | 35589848 | BW   |
| 52° 43′ 1″ N, 8° 35′ 26″ O  | Wohlstreck 8, Grabhügel   | Durchmesser ca. 10 m und Höhe ca. 0,6 m. | 35589859 | BW   |
| 52° 43′ 1″ N, 8° 35′ 26″ O  | Wohlstreck 9, Grabhügel   | Durchmesser ca. 8 m und Höhe ca. 0,5 m. | 35589870 | BW   |
| 52° 43′ 1″ N, 8° 35′ 27″ O  | Wohlstreck 10, Grabhügel  | Durchmesser ca. 8 – 9 m und Höhe ca. 0,4 – 0,5 m. | 35589881 | BW   |
| 52° 43′ 0″ N, 8° 35′ 27″ O  | Wohlstreck 11, Grabhügel  | Durchmesser ca. 9 m und Höhe ca. 0,2 m. | 35589892 | BW   |
| 52° 43′ 0″ N, 8° 35′ 27″ O  | Wohlstreck 12, Grabhügel  | Durchmesser ca. 10 m und Höhe ca. 0,5 m. Das westliche und östliche Fünftel abgepflügt. | 35589903 | BW   |
| 52° 42′ 59″ N, 8° 35′ 28″ O | Wohlstreck 13, Grabhügel  | Durchmesser ca. 9 m und Höhe ca. 0,2 m. | 35589920 | BW   |
| 52° 42′ 59″ N, 8° 35′ 28″ O | Wohlstreck 14, Grabhügel  | Durchmesser ca. 10 m und Höhe ca. 0,3 m. | 35589937 | BW   |
| 52° 42′ 59″ N, 8° 35′ 29″ O | Wohlstreck 15, Grabhügel  | Durchmesser ca. 7 m und Höhe ca. 0,4 m. | 35589954 | BW   |
| 52° 42′ 59″ N, 8° 35′ 30″ O | Wohlstreck 16, Grabhügel  | Durchmesser ca. 7 m und Höhe ca. 0,4 m. | 35600029 | BW   |
| 52° 43′ 1″ N, 8° 35′ 29″ O  | Wohlstreck 17, Grabhügel  | Durchmesser ca. 12 m und Höhe ca. 0,6 m. | 35600046 | BW   |
| 52° 43′ 1″ N, 8° 35′ 29″ O  | Wohlstreck 18, Grabhügel  | Durchmesser ca. 12 m und Höhe ca. 0,4 m. | 35600063 | BW   |
| 52° 43′ 2″ N, 8° 35′ 29″ O  | Wohlstreck 19, Grabhügel  | Durchmesser ca. 4 m und Höhe ca. 0,2 m. Besteht heute aus großem Tierbau und ist kaum mehr als Grabhügel erkennbar. | 35600080 | BW   |
| 52° 43′ 2″ N, 8° 35′ 29″ O  | Wohlstreck 20, Grabhügel  | Durchmesser ca. 6,5 m und Höhe ca. 0,2 – 0,3 m. | 35600097 | BW   |
| 52° 43′ 2″ N, 8° 35′ 27″ O  | Wohlstreck 21, Grabhügel  | Durchmesser ca. 8 m und Höhe ca. 0,4 – 0,5 m. | 35600114 | BW   |
| 52° 43′ 1″ N, 8° 35′ 25″ O  | Wohlstreck 23, Grabhügel  | Durchmesser ca. 8 m und Höhe ca. 0,5 m. | 35600147 | BW   |
| 52° 42′ 59″ N, 8° 35′ 29″ O | Wohlstreck 24, Grabhügel  | Durchmesser ca. 10 m und Höhe ca. 0,2 m. Im Gelände nicht mehr erkennbar. | 35600164 | BW   |
| 52° 43′ 24″ N, 8° 34′ 43″ O | Wohlstreck 28, Grabhügel  | Durchmesser ca. 10 m und Höhe ca. 0,4 m. Südlichstes Sechstel abgetragen. | 35600232 | BW   |
| 52° 43′ 24″ N, 8° 34′ 42″ O | Wohlstreck 29, Grabhügel  | Durchmesser ca. 8 m und Höhe ca. 0,3 m. Südöstliche Hälfte für Weg abgetragen. | 35600243 | BW   |
| 52° 43′ 24″ N, 8° 34′ 42″ O | Wohlstreck 30, Grabhügel  | Durchmesser ca. 20 m und Höhe ca. 0,7 m. Mitte alte, weite Eingrabung. Kaninchenlöcher, Rand abgesetzt. | 35600254 | BW   |
| 52° 43′ 24″ N, 8° 34′ 41″ O | Wohlstreck 31, Grabhügel  | Durchmesser ca. 9 m und Höhe ca. 0,4 m. Im Gelände kaum mehr zu erkennen. | 35600265 | BW   |
| 52° 43′ 25″ N, 8° 34′ 42″ O | Wohlstreck 32, Grabhügel  | Durchmesser ca. 11 m und Höhe ca. 0,4 m. | 35600276 | BW   |
| 52° 43′ 25″ N, 8° 34′ 42″ O | Wohlstreck 33, Grabhügel  | Durchmesser ca. 6 m und Höhe ca. 0,2 m. Im Gelände kaum mehr erkennbar. | 35600287 | BW   |
| 52° 43′ 25″ N, 8° 34′ 43″ O | Wohlstreck 34, Grabhügel  | Durchmesser ca. 13 m und Höhe ca. 0,4 m. Östlicher Fuß durch Weg gestört. | 35600298 | BW   |
| 52° 43′ 25″ N, 8° 34′ 43″ O | Wohlstreck 35, Grabhügel  | Durchmesser ca. 11 m und Höhe ca. 0,3 m. Östliche Hälfte abgetragen. | 35600309 | BW   |
| 52° 43′ 25″ N, 8° 34′ 42″ O | Wohlstreck 36, Grabhügel  | Durchmesser ca. 14 m und Höhe ca. 0,6 m. | 35600320 | BW   |
| 52° 43′ 25″ N, 8° 34′ 42″ O | Wohlstreck 37, Grabhügel  | Durchmesser ca. 8 m und Höhe ca. 0,5 m. Alte, flache Einsenkungen, Rand allmählich auslaufend. | 35600331 | BW   |
| 52° 43′ 25″ N, 8° 34′ 41″ O | Wohlstreck 38, Grabhügel  | Durchmesser ca. 7 m und Höhe ca. 0,25 m. Im Gelände nur noch schwer erkennbar. | 35600342 | BW   |
| 52° 43′ 25″ N, 8° 34′ 41″ O | Wohlstreck 39, Grabhügel  | Durchmesser ca. 14 m und Höhe ca. 0,4 m. | 35600353 | BW   |
| 52° 43′ 25″ N, 8° 34′ 40″ O | Wohlstreck 40, Grabhügel  | Durchmesser ca. 7 m und Höhe ca. 0,3 m. Besteht nur noch aus östlichen Drittel. | 35600364 | BW   |
| 52° 43′ 25″ N, 8° 34′ 41″ O | Wohlstreck 41, Grabhügel  | Durchmesser ca. 12 m und Höhe ca. 0,6 m. Westliche Hälfte tw. abgegraben. | 35600375 | BW   |
| 52° 43′ 26″ N, 8° 34′ 42″ O | Wohlstreck 42, Grabhügel  | Durchmesser ca. 7 m und Höhe ca. 0,4 m. | 35600386 | BW   |
| 52° 43′ 26″ N, 8° 34′ 42″ O | Wohlstreck 43, Grabhügel  | Durchmesser ca. 7 m und Höhe ca. 0,2 m. Im Gelände fast nicht mehr erkennbar. | 35600397 | BW   |
| 52° 43′ 26″ N, 8° 34′ 42″ O | Wohlstreck 44, Grabhügel  | Durchmesser ca. 12 m und Höhe ca. 0,4 m. | 35600408 | BW   |
| 52° 43′ 26″ N, 8° 34′ 41″ O | Wohlstreck 45, Grabhügel  | Durchmesser ca. 8 m und Höhe ca. 0,3 m. | 35600419 | BW   |
| 52° 43′ 26″ N, 8° 34′ 41″ O | Wohlstreck 46, Grabhügel  | Durchmesser ca. 15 m und Höhe ca. 0,3 m. Erhalten der Randwall im Süden und Osten. Der Rest nur noch Sockelbereich, im NW ebenfalls abgegraben. | 35600430 | BW   |
| 52° 43′ 26″ N, 8° 34′ 41″ O | Wohlstreck 47, Grabhügel  | Durchmesser ca. 7 m und Höhe ca. 0,3 m. | 35600441 | BW   |
| 52° 43′ 26″ N, 8° 34′ 41″ O | Wohlstreck 48, Grabhügel  | Durchmesser ca. 8 m und Höhe ca. 0,5 m. Mitte alte, verwaschene Eintiefung, Rand schwach abgesetzt. | 35600452 | BW   |
| 52° 43′ 26″ N, 8° 34′ 41″ O | Wohlstreck 49, Grabhügel  | Durchmesser ca. 6 m und Höhe ca. 0,4 m. Mitte alte, verwaschene Einsenkung, Rand schwach abgesetzt, Nordrand in den Rand des benachbarten Grabhügels übergehend. | 35600463 | BW   |
| 52° 43′ 27″ N, 8° 34′ 40″ O | Wohlstreck 50, Grabhügel  | Durchmesser ca. 11 m und Höhe ca. 0,5 m. | 35600480 | BW   |
| 52° 43′ 26″ N, 8° 34′ 40″ O | Wohlstreck 51, Grabhügel  | Durchmesser ca. 7 m und Höhe ca. 0,3 m. Für Ackerkante im Westen und Norden abgegraben. | 35600497 | BW   |
| 52° 43′ 27″ N, 8° 34′ 41″ O | Wohlstreck 53, Grabhügel  | Durchmesser ca. 18 m und Höhe ca. 1 m. Westseite angegraben, Fuß im Osten für Weg abgetragen. | 35600531 | BW   |
| 52° 43′ 1″ N, 8° 35′ 28″ O  | Wohlstreck 68, Wegespuren | Verläuft von W nach SO durch ein Grabhügelfeld, ohne einen zu beschädigen, ist also wohl älter oder gleichalt wie diese. Von Westen her verläuft er 134 m als mehr oder weniger ausgeprägter Hohlweg von oben 4 m und unten 0,8 m Breite bei 0,2 m Tiefe bis hin zu einer Breite von 9 m oben, 3 m unten bei einer Tiefe von 0,7 m. Die restlichen 25 m als einfache Wegspur am Fuß eines niedrigen, nach Norden zu aufsteigenden Hanges und endet am östlichen Waldrand in einer Materialgrube. In seinem Bereich wurden Feuersteinabschläge und Keramik gefunden. In der Preußischen Landesaufnahme ist er als Hohlweg ohne Wegeanschlüsse verzeichnet. | 35600836 | BW   |
| 52° 42′ 50″ N, 8° 35′ 42″ O | Wohlstreck 92, Landwehr   | Besteht heute noch aus einem 100 m langen Wall mit westlich vorgelagertem mutmaßlichem Doppelgraben und vielleicht streckenweise auch noch einem zweiten Wall im Süden, auf den das durch Ackerbau zerstörte Mittelstück folgte. Das nördliche Ende ist nicht so gut erhalten und teilweise zerstört und misst 91 m in der Länge. Der südliche Wall hat einen Basisbreite von 5,5 m bei einer Höhe von knapp 0,2 m. Der Graben ist 2 m breit und noch 0,1 m tief. Er ist im Gelände hauptsächlich noch als tieferes Geländeniveau im Gegensatz zur Ostseite des Walls erkennbar.                                                                          | 39308701 | BW   |
| 52° 43′ 2″ N, 8° 35′ 23″ O  | Wohlstreck 94, Grabhügel  | Durchmesser ca. 10 m und Höhe ca. 0,5 m. Nordwestlicher Fuß durch Materialgrube beschädigt. | 39308731 | BW   |